# Kamar Posht
Kamar Posht (persiska: کمر پشت) är en ort i Iran.   Den ligger i provinsen Mazandaran, i den norra delen av landet, 150 km öster om huvudstaden Teheran. Kamar Posht ligger 1 582 meter över havet och antalet invånare är 144.
Terrängen runt Kamar Posht är bergig, och sluttar norrut.Runt Kamar Posht är det ganska glesbefolkat, med 34 invånare per kvadratkilometer. Närmaste större samhälle är Pol-e Sefīd, 15,9 km norr om Kamar Posht. Trakten runt Kamar Posht består i huvudsak av gräsmarker.